# Rejhan Šmrković
Rejhan Šmrković (* 18. Dezember 1991 in Sjenica) ist ein serbischer Skilangläufer.

## Werdegang
Šmrković nimmt seit 2009 vorwiegend am Skilanglauf-Balkan-Cup teil. Dabei kam er bisher neunmal aufs Podium und belegte 2019 den vierten Platz in der Gesamtwertung. Bei den nordischen Skiweltmeisterschaften 2009 in Liberec erreichte er den 112. Platz im Sprint. Bei den Olympischen Winterspielen 2014 in Sotschi belegte er den 76. Platz im Sprint. Im Februar 2017 kam er bei den nordischen Skiweltmeisterschaften in Lahti auf den 97. Platz im Sprint und im Februar 2019 bei den nordischen Skiweltmeisterschaften in Seefeld in Tirol auf den 105. Platz im Sprint.